# Francesco Laparelli
Francesco Laparelli da Cortona (5 de abril de 1521 – 20 de outubro de 1570) foi um arquiteto italiano. Ele foi assistente de Michelangelo, e depois foi enviado pelo Papa para supervisionar a construção de Valeta em Malta.

## Primeiros anos
Laparelli nasceu em Cortona em 5 de abril de 1521, membro de uma das famílias mais ricas e ilustres de Cortona. Quando jovem, ele praticou o exercício de armas, estudou matemática e arquitetura segundo os modelos definidos por Euclides e Vitrúvio, e praticou desenho. Ele foi fortemente influenciado pelo encontro e trabalho com Gabrio Serbelloni, que foi enviado a Cortona por Cosme I de Médici, Grão-Duque da Toscana para prover as defesas da cidade durante o conflito entre Florença e Siena.
Em 1560, Francesco Laparelli foi chamado a Roma pelo Papa Pio IV, a pedido de seu primo Serbelloni, com a tarefa de restaurar as fortificações de Civitavecchia. No mesmo ano, projetou fortificações para defender a nova foz do Tibre e, em 1561, dirigiu os trabalhos de defesa na Colina do Vaticano. Em 1565, ele completou o grande pentágono abaluartado do Castelo de Santo Ângelo, avançou nas defesas do Vaticano, colaborou com Michelangelo Buonarroti nos trabalhos da grande cúpula da Basílica de São Pedro e escreveu sobre a estabilidade da cúpula.

## Malta

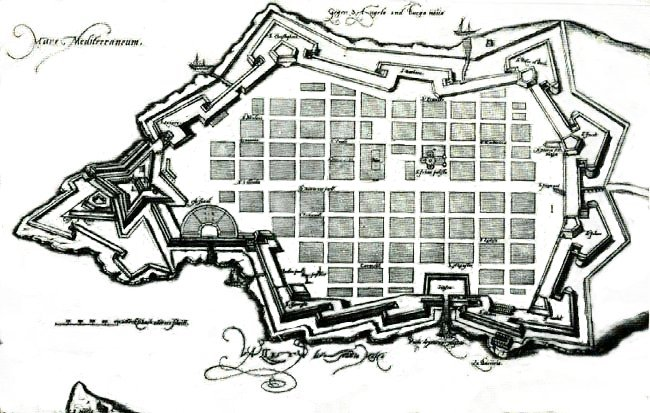
Mapa de Valeta na década de 1580

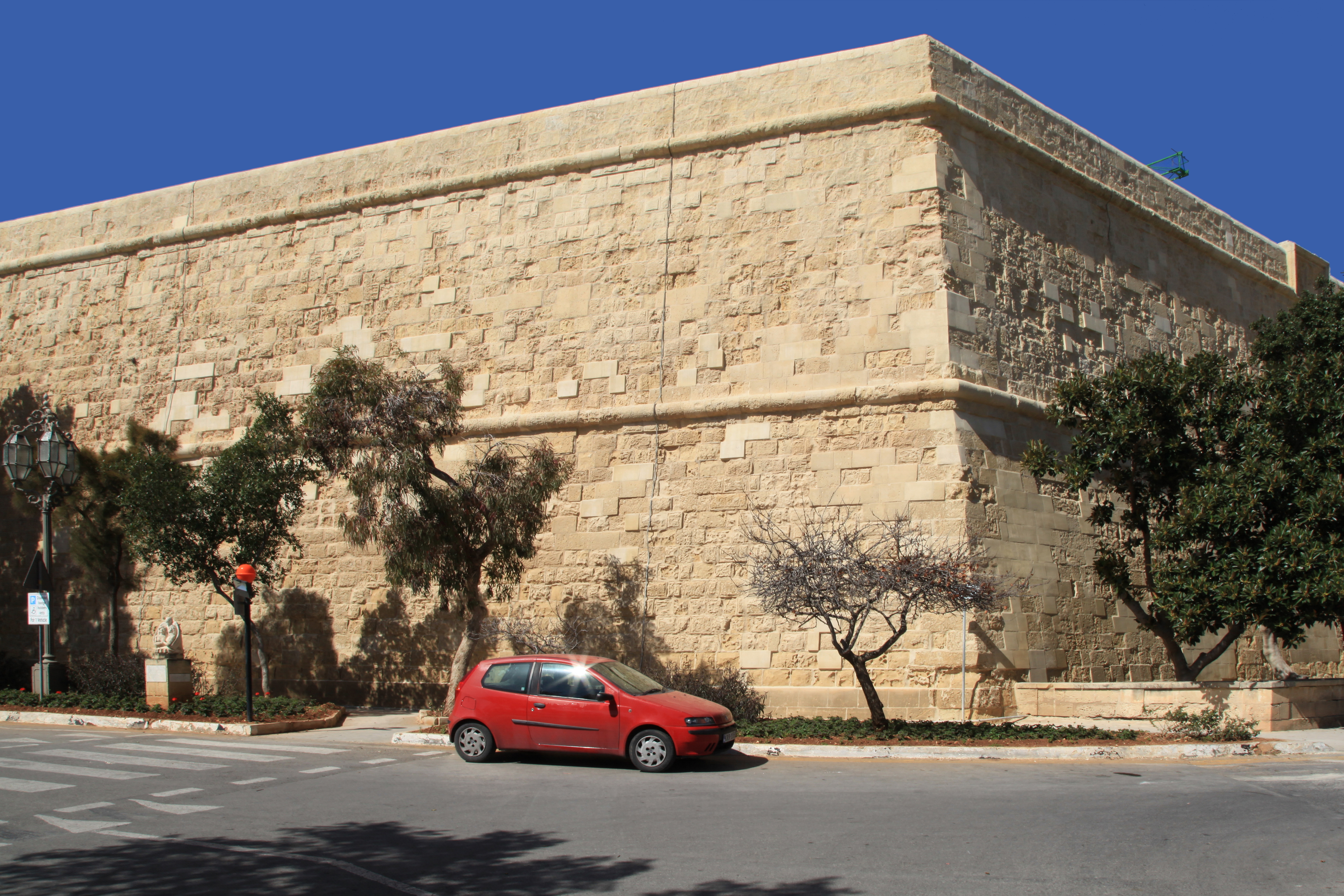
Saint James Cavalier, parte das fortificações de Valeta que mantém o desenho de Laparelli.

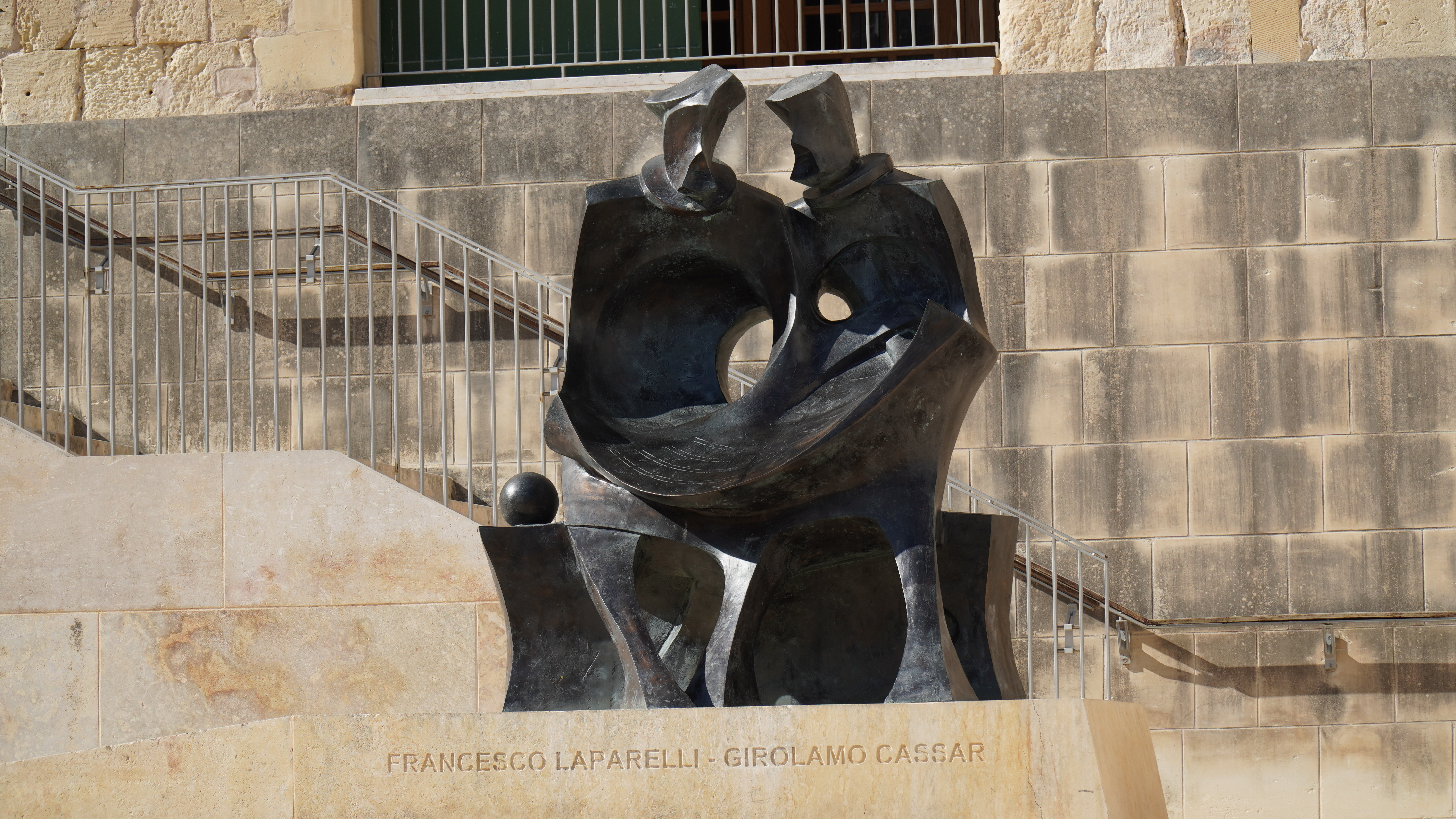
Monumento a Francesco Laparelli e Girolamo Cassar, Valeta

O Grande Cerco de Malta, que durou quatro meses, foi suspenso em setembro de 1565, mas a ilha estava arruinada. O Grão-Mestre Jean Parisot de La Valette determinou a reconstrução, escolhendo o terreno elevado do Monte Scebarras como local para a nova fortaleza.  Francesco Laparelli foi encarregado da construção. Ele foi enviado a Malta pelo Papa Pio V, que também forneceu fundos para a reconstrução.
Laparelli chegou à ilha em dezembro de 1565 e apresentou seu primeiro relatório aos cavaleiros em 3 de janeiro de 1566. Ele afirmou que as fortificações de Birgu, Senglea e Santo Elmo estavam tão danificadas que seriam necessários quatro mil trabalhadores, 24 horas por dia, para fazer reparos básicos. Em vez disso, recomendou uma abordagem mais rápida e barata: construir uma nova fortificação no Monte Scebarras. Em um relatório de 13 de janeiro de 1566, Laparelli apresentou um argumento mais contundente a favor da nova cidade, dizendo que seriam necessários 12.000 soldados de infantaria e 200 de cavalaria para segurar a ilha sem ela, mas apenas 5 000 se fosse construída. Os cavaleiros enviaram mensagens às cortes europeias, ameaçando deixar Malta se não recebessem ajuda financeira e reforços. Em 14 de março de 1566, depois de receberem promessas de apoio da Espanha e de outros, decidiram prosseguir.
Laparelli traçou o plano da cidade com base em um padrão de grade para permitir que as brisas marinhas circulassem mais facilmente no verão e projetou o sistema de drenagem. Ele especificou que as fortificações de Valeta cercariam a cidade e que o Forte Santo Elmo seria reconstruído na ponta da península de Scebarras. A pedra fundamental da nova Valeta foi lançada em março de 1566. Filipe II de Espanha enviou Giovan Giacomo Paleari Fratino para verificar o projeto das fortificações. Giacomo Bosio registrou o discurso entre el Fratino e Laparelli ocorrido no início de abril de 1566. A proposta final, publicada em 18 de junho de 1566, era de uma cidade fortificada que se estenderia pela península até o Forte Santo Elmo, com quatro baluartes e dois cavaleiros protegendo o lado terrestre. Em 1567, o plano foi refinado para aprofundar o fosso em terra e construir cisternas, armazéns, depósitos e outros edifícios essenciais.
Laparelli deixou Malta em 1569 para ajudar na guerra naval do papado contra os turcos. A construção dos principais edifícios ainda não havia começado. Antes que pudesse retornar, ele morreu em 1570, aos 49 anos, em Creta, vítima da peste. A construção de Valeta foi continuada por seu assistente maltês, Girolamo Cassar.

## Principais obras
- Cortona: Fortezza Medicea ou del Girifalco (com Gabrio Serbelloni) (1556)
- Cortona: campanário da Catedral (1566)
- Valeta, Malta: fortificações da cidade (1566)

### Citações
1. 1 2 3  Gallagher 2011, p. 88-89.
2. 1 2  Balbi & Bradford 1965, p. 19.
3. 1 2 3  Eccardt 2005, p. 235.
4. ↑  Castillo 2006, p. 80.
5. ↑  Viganò 2004, p. 129.
6. 1 2 3  Castillo 2006, p. 81.